# Nechanice
Nechanice − miasto w Czechach, w kraju kralovohradeckim.
Według danych z 31 grudnia 2003 powierzchnia miasta wynosiła 2802 ha, a liczba jego mieszkańców 2 183 osób.

## Galeria

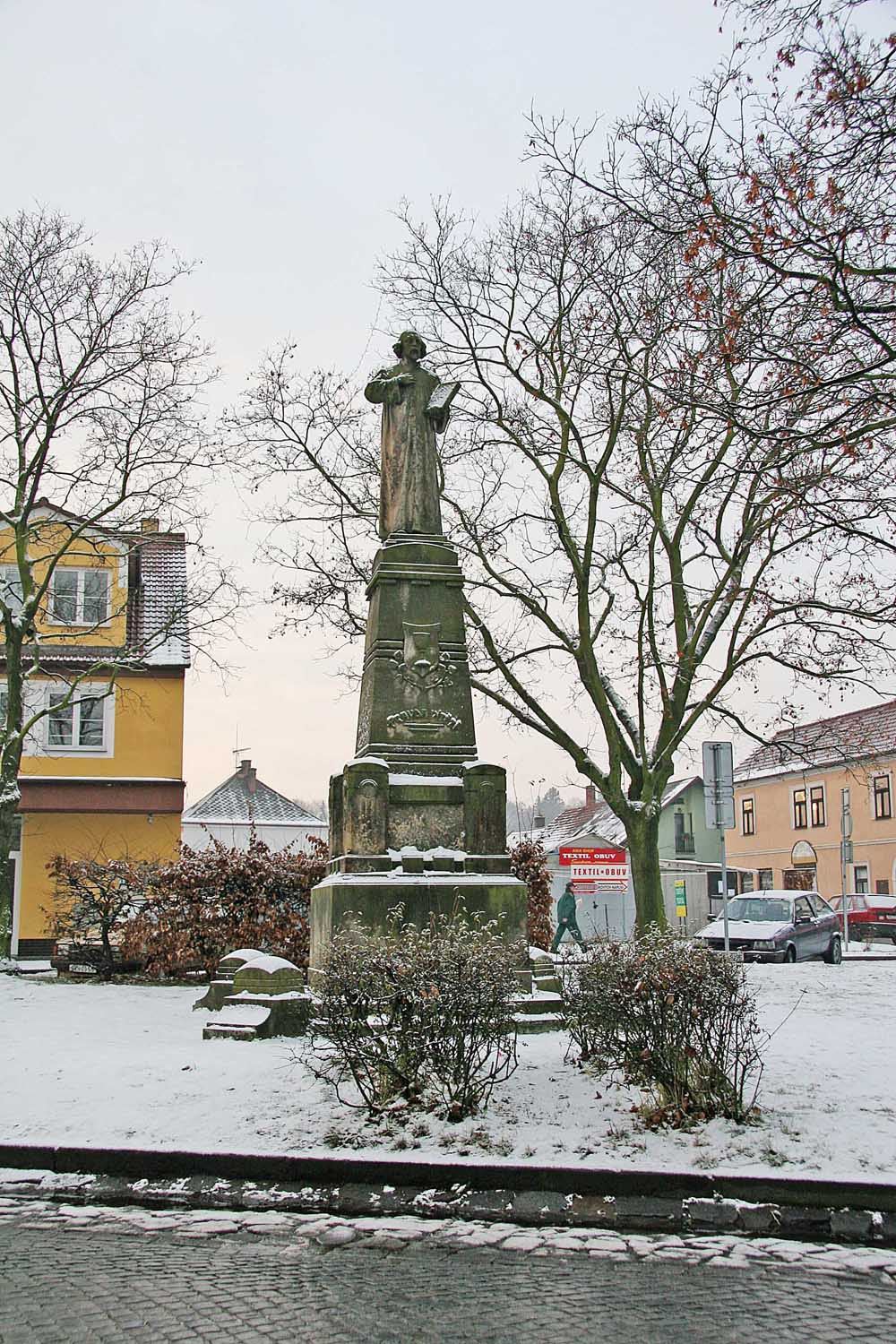
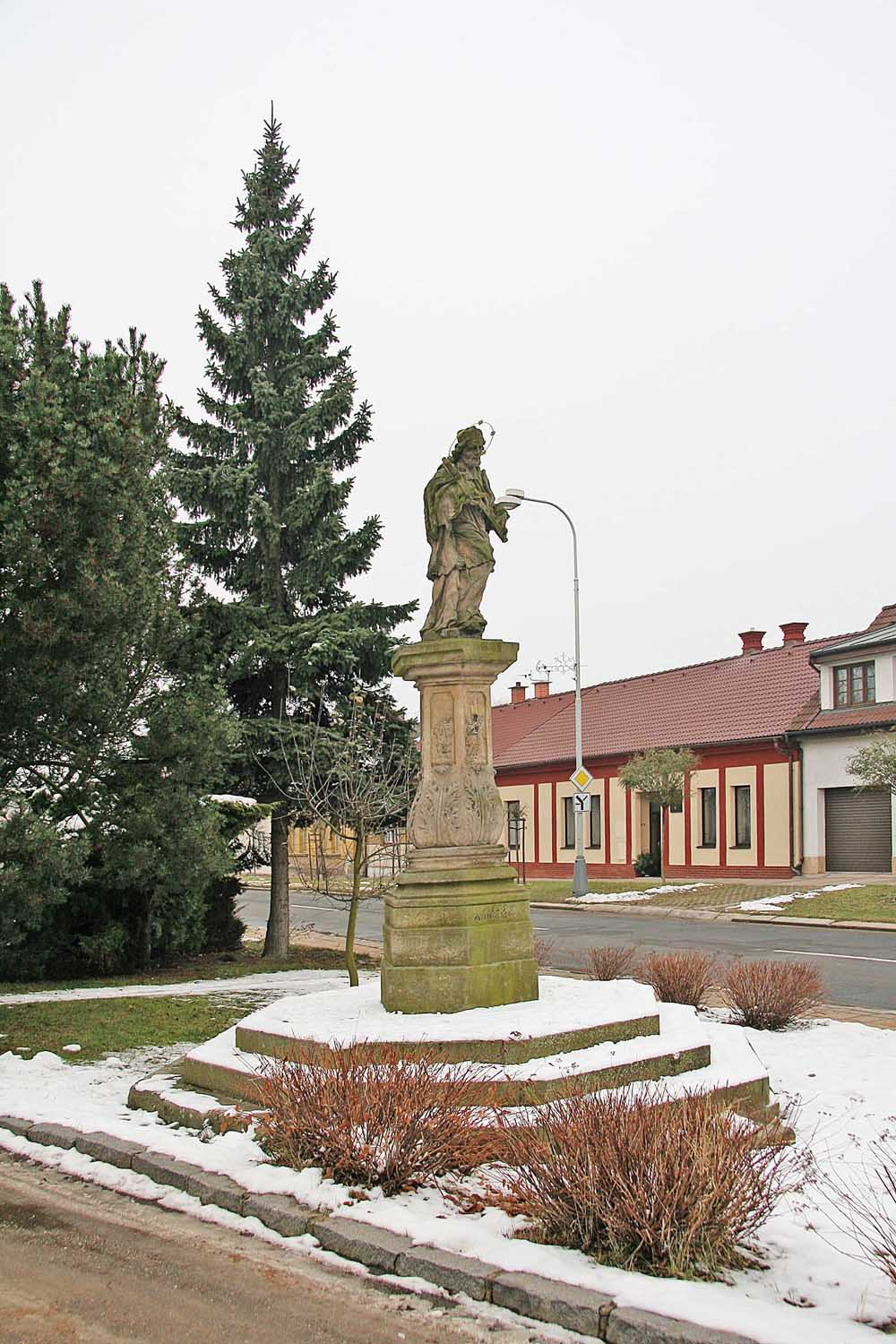
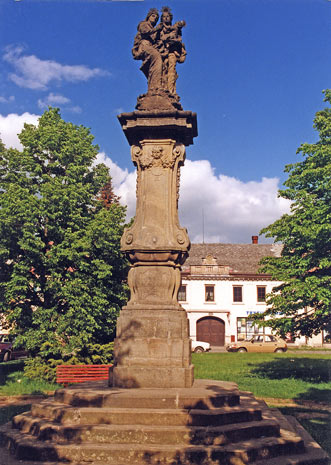
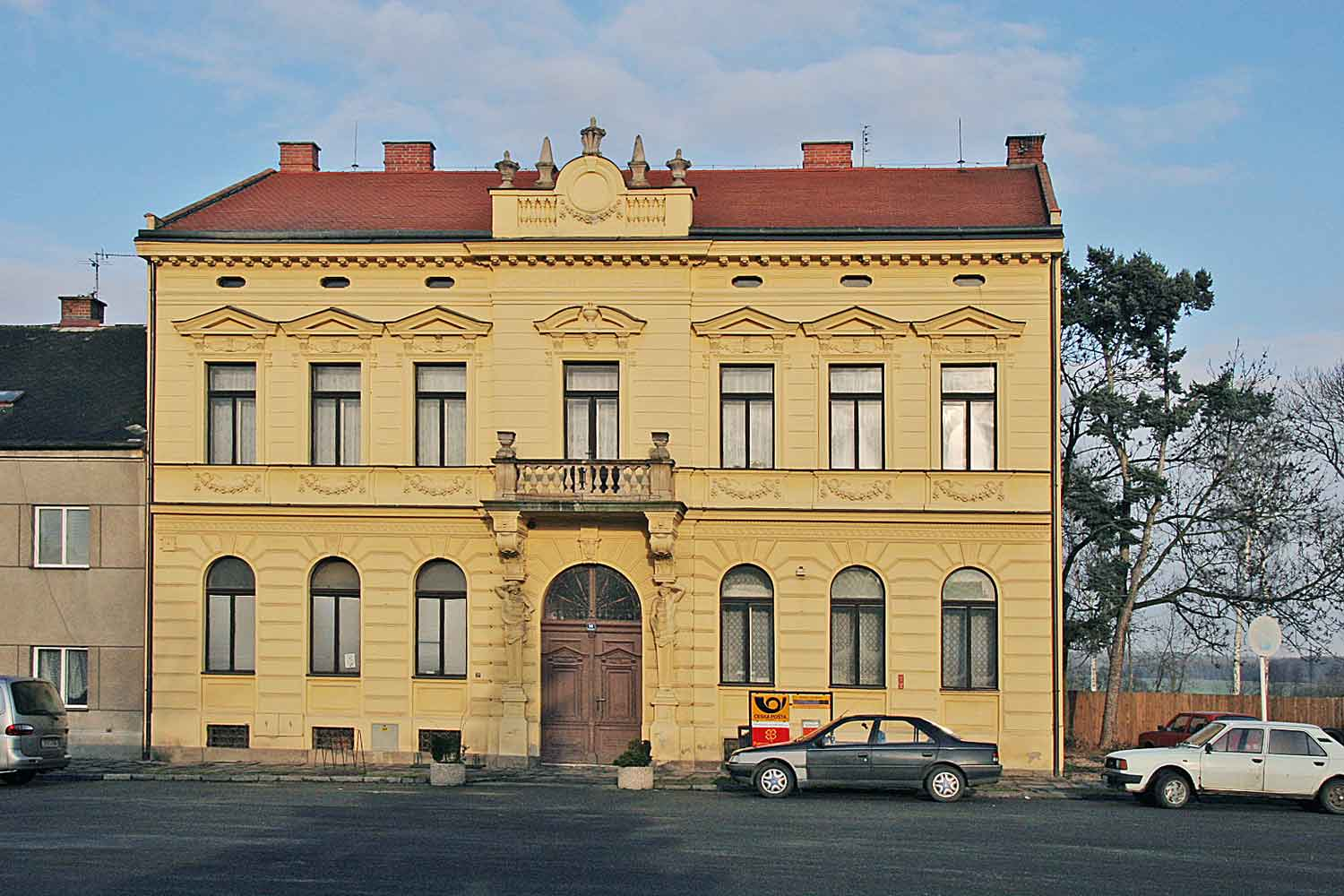
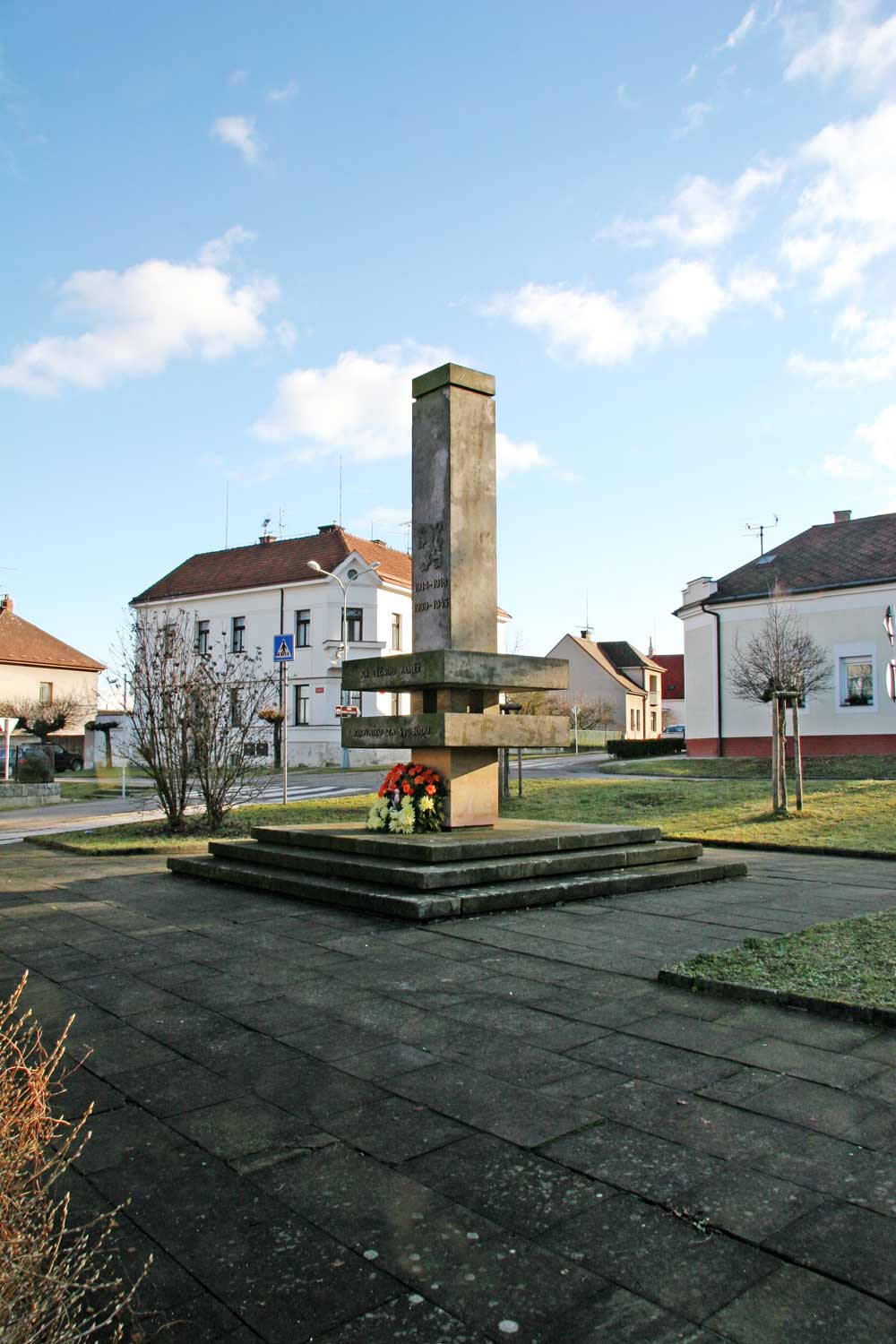
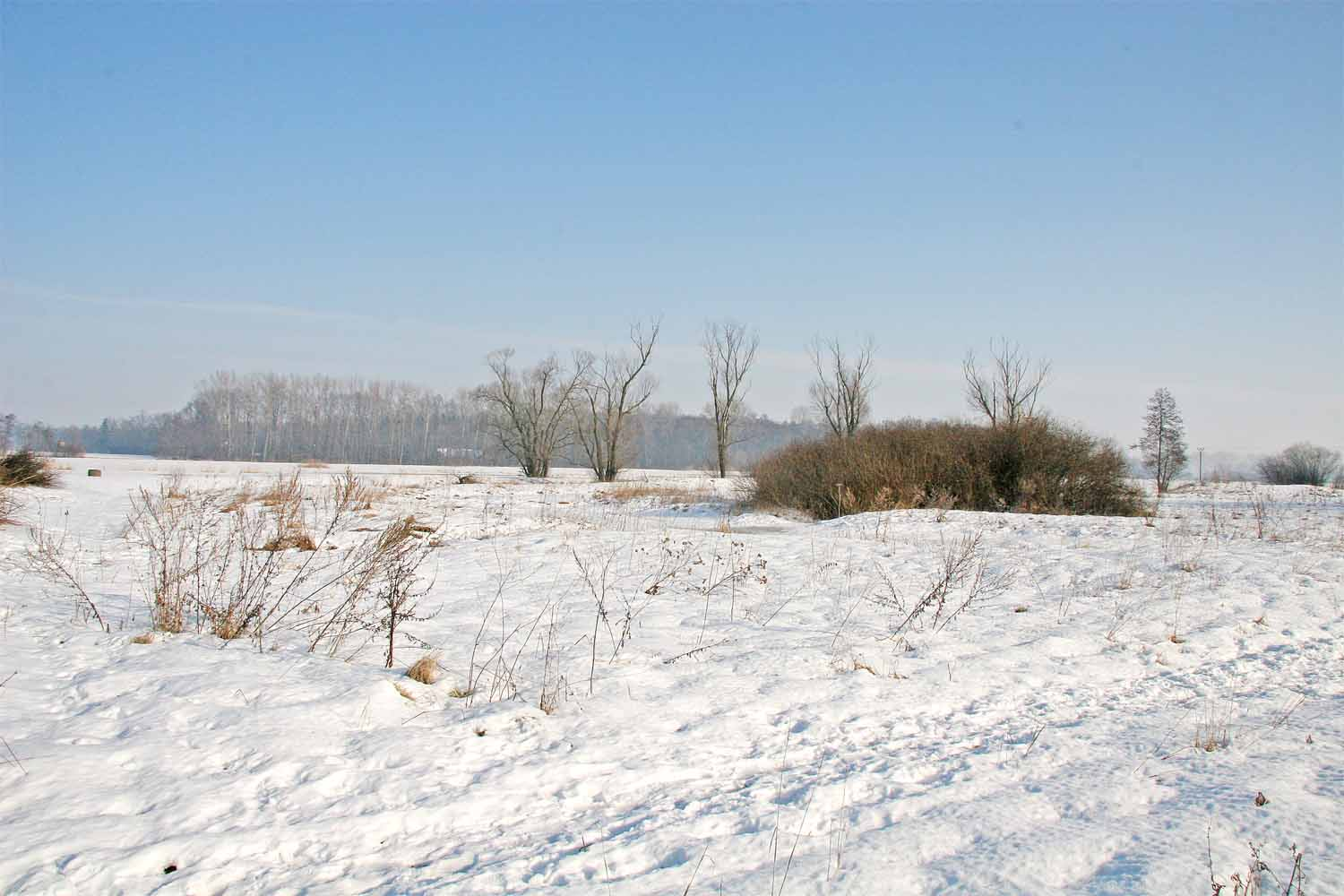

## Demografia
| Rok             | 1970  | 1980  | 1991  | 2001  | 2003  | 2012  |
| --------------- | ----- | ----- | ----- | ----- | ----- | ----- |
| Liczba ludności | 2 286 | 2 201 | 2 170 | 2 195 | 2 183 | 2 269 |

Źródło: Czeski Urząd Statystyczny